# Helobdella punctatolineata
Helobdella punctatolineata är en ringmaskart som beskrevs av Moore 1939. Helobdella punctatolineata ingår i släktet Helobdella och familjen broskiglar. Inga underarter finns listade i Catalogue of Life.